# August Karl Reischauer
August Karl Reischauer (japanisch オーガスト・カール・ライシャワー; * 4. September 1879; † 10. Juli 1971) war ein US-amerikanischer presbyterianischer Missionar, der vor allem für seine Tätigkeit in Japan bekannt ist.

## Leben und Werk
August Karl Reischauer wurde in Jonesboro im US-Bundesstaat Illinois geboren. Er machte 1902 seinen Abschluss am Hanover College und 1905 am „McCormick Theological Seminary“ in Chicago, bevor er nach Japan ging. 
Sein Interesse am Verhältnis von Christentum zu den anderen Religionen führte zu der Publikation „Studies in Japanese Buddhism“ im Jahr 1917. Er arbeitete auch daran, Dopplungen von Missionarstätigkeiten zu eliminieren und die kirchlichen Seminare zu konsolidieren. 1918 gründete er das „Tōkyō Women’s Christian College“, jetzt Tōkyō Women’s Christian University und 1920 zusammen mit seiner Frau die Schule für Taubstumme „Nihon Rōwa Gakkō“ (日本聾話学校).
Reischauer verließ 1941 Japan und unterrichtete eine Reihe von Jahren vergleichende Religionswissenschaft am Union Theological Seminary in New York City.
Sein zweiter Sohn, Edwin O. Reischauer, war ein bekannter Japanologe und von 1961 bis 1966 Botschafter der Vereinigten Staaten in Japan.

## Veröffentlichte Monographien
- Studies in Japanese Buddhism  (1917)
- The Task in Japan: A Study of Modern Missionary Imperatives (1926)
- Ōjōy ōshū – Collected Essays on Birth into Paradise (1930) (Übersetzung)[A 1]